# Exanthica
Exanthica är ett släkte av fjärilar. Exanthica ingår i familjen spinnmalar.
Kladogram enligt Catalogue of Life:
| Exanthica | \| \| Exanthica atelacma \| \| \| \| \| \| Exanthica trigonella \| \| \| \| |
|           | \| \| Exanthica atelacma \| \| \| \| \| \| Exanthica trigonella \| \| \| \| |
|           | Exanthica atelacma                                                          |
|           |                                                                             |
|           | Exanthica trigonella                                                        |
|           |                                                                             |